# Микулићи (Конавле)
Микулићи су насељено место у саставу општине Конавле, Дубровачко-неретванска жупанија, Република Хрватска.

## Историја
Село се развило из задруге старог рода Микулићи по коме је село и добило име. У даљој прошлости село Микулићи је заједно са селима Плочице, Ђуринићи, Вишњићи, Молунат, Пољице, Карасовићи, Павље Брдо, Водовађа, Бани и Гуњина чинило једну жупу. Помиње се први пут 1420. године као Никулићи. У селу се поред цркве Св. Ђорђа налази илирска гомила из периода гвозденог доба. Источно од села се налази брдо Градац на коме се налази остаци камених грађевина. До територијалне реорганизације у Хрватској налазили су се у саставу старе општине Дубровник.

## Становништво
На попису становништва 2011. године, Микулићи су имали 88 становника.
| Број становника по пописима | Број становника по пописима | Број становника по пописима | Број становника по пописима | Број становника по пописима | Број становника по пописима | Број становника по пописима | Број становника по пописима | Број становника по пописима | Број становника по пописима | Број становника по пописима | Број становника по пописима | Број становника по пописима | Број становника по пописима | Број становника по пописима | Број становника по пописима |
| --------------------------- | --------------------------- | --------------------------- | --------------------------- | --------------------------- | --------------------------- | --------------------------- | --------------------------- | --------------------------- | --------------------------- | --------------------------- | --------------------------- | --------------------------- | --------------------------- | --------------------------- | --------------------------- |
| 1857                        | 1869                        | 1880                        | 1890                        | 1900                        | 1910                        | 1921                        | 1931                        | 1948                        | 1953                        | 1961                        | 1971                        | 1981                        | 1991                        | 2001                        | 2011                        |
| 0                           | 0                           | 227                         | 265                         | 267                         | 230                         | 200                         | 219                         | 181                         | 175                         | 161                         | 159                         | 147                         | 116                         | 105                         | 88                          |

Напомена: У 1857. и 1869. подаци су садржани у насељу Плочице.

### Попис1991.
На попису становништва 1991. године, насељено место Микулићи је имало 116 становника, следећег националног састава:
| Попис 1991.‍  | Попис 1991.‍  | Попис 1991.‍ | Попис 1991.‍ | Попис 1991.‍ |
| ------------ | ------------ | ----------- | ----------- | ----------- |
|              |              |             |             |             |
| Хрвати       | Хрвати       |             | 114         | 98,27%      |
| Срби         | Срби         |             | 1           | 0,86%       |
| неопредељени | неопредељени |             | 1           | 0,86%       |
| укупно: 116  |              |             |             |             |